# Bruno Melmer
Hermann August Peter Bruno Melmer (* 7. November 1909 in Wiesbaden; † 25. März 1978 in Berlin) war ein deutscher SS-Hauptsturmführer. Er leitete beim SS-Hauptamt, Abt. A II, die Amtskasse, quasi eine SS-interne Bank oder eine Kasse innerhalb des SS-Wirtschafts- und Verwaltungshauptamtes (WVHA) in Berlin. Melmer wird als ihr Leiter bezeichnet und war zwischen 20. Mai 1943 (den ersten dokumentierten neun Gold-Barren) und dem 2. April 1945 für Wertsachen- und Gold-Transfers aus den NS-Konzentrations- und Vernichtungslagern auf ein Konto der SS bei der Reichsbank zuständig.

## Leben
Bruno Melmer war ein unehelicher Sohn einer minderjährigen Schneiderin. Nach dem Abschluss seiner Schullaufbahn hatte er in Berlin eine Ausbildung als technischer Zeichner absolviert. Zum 1. Januar 1930 trat er der NSDAP bei (Mitgliedsnummer 183.436). Zeitweise war er arbeitslos.
1935 konnte Melmer die Verwaltungslaufbahn innerhalb der SS beginnen. Er galt nach der SS-Beurteilung als vertrauenswürdiger Finanz- und Verwaltungsexperte. Ab 1942 leitete er die Amtskasse des SS-Wirtschafts- und Verwaltungshauptamtes (WVHA).
Von ihm wurde noch bekannt, dass er bei Kriegsende in Kriegsgefangenschaft geriet und am 2. November 1948 von einer Spruchkammer in Stade wegen Zugehörigkeit zur SS zu drei Jahren Zuchthaus verurteilt wurde.

## Herkunft der Goldbestände

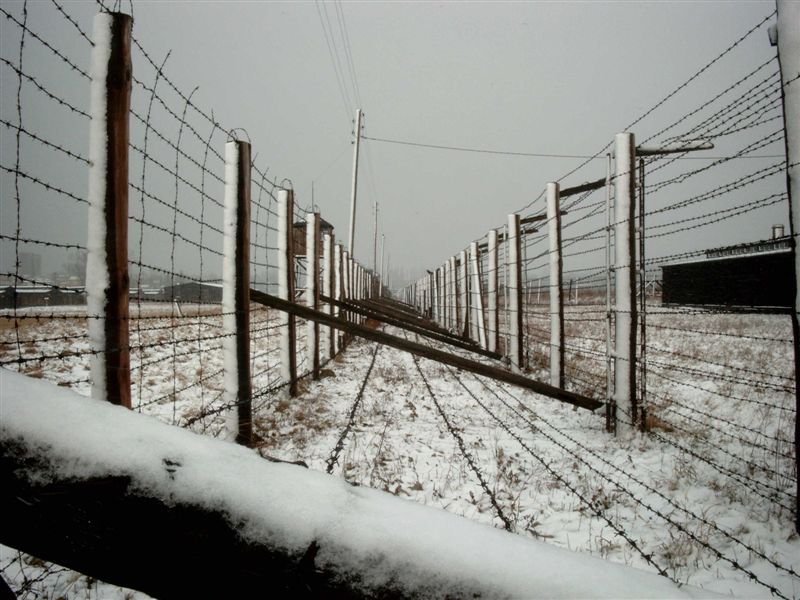
KZ-Umzäunung (2005)

Das Gold stammte z. B. von im Vernichtungslager Auschwitz und anderen Konzentrationslagern „im Osten“ von den von der SS inhaftierten und ermordeten Personen. Unter dem Datum 5. Januar 1945 sind in den Bankunterlagen die letzten beiden „Melmer“-Goldankäufe eingetragen. Über 70 Mal fuhr Melmer in diesem Zeitraum mit einem Pkw oder als Begleitung zu einem Lkw-Transport der geraubten Edelmetalle bei der Zentralbank vor und ließ sich das Inkasso für seine Organisation bestätigen. Wäre das zu der damaligen Zeit ein justiziables Verbrechen gewesen, würde das von einer ausgeprägten kriminellen Energie zeugen. Durch das herrschende Unrechtssystem zählten er und sein Handeln als kleines Rad im großen System der „Judenvernichtung“ und der NS-Unterdrückung durch die Konzentrationslager. Er entsprach als Schreibtischtäter innerhalb der SS und ihres Lagersystems ganz am Ende damit dem „Transport-Spezialisten“ Eichmann am Anfang der Mordmaschinerie. Zwischen diesen beiden Personen handelten viele SS-Angehörige als direkte Täter bei der Verhaftung, der Zugentladung, der Bewachung oder der Führung der Lager. Melmer stand schließlich genau an der Schnittstelle zwischen Ermordung und Verwertung der letzten Goldüberbleibsel der Opfer. Er hat sich dem nicht entzogen, sondern aktiv einen Beitrag zur Shoa geleistet. Eichmann und Melmer konnten sich nach einer verbreiteten Auffassung über Gehorsam dabei jederzeit auf „Befehle“ ihrer Vorgesetzten berufen.

## Das Melmer-Gold

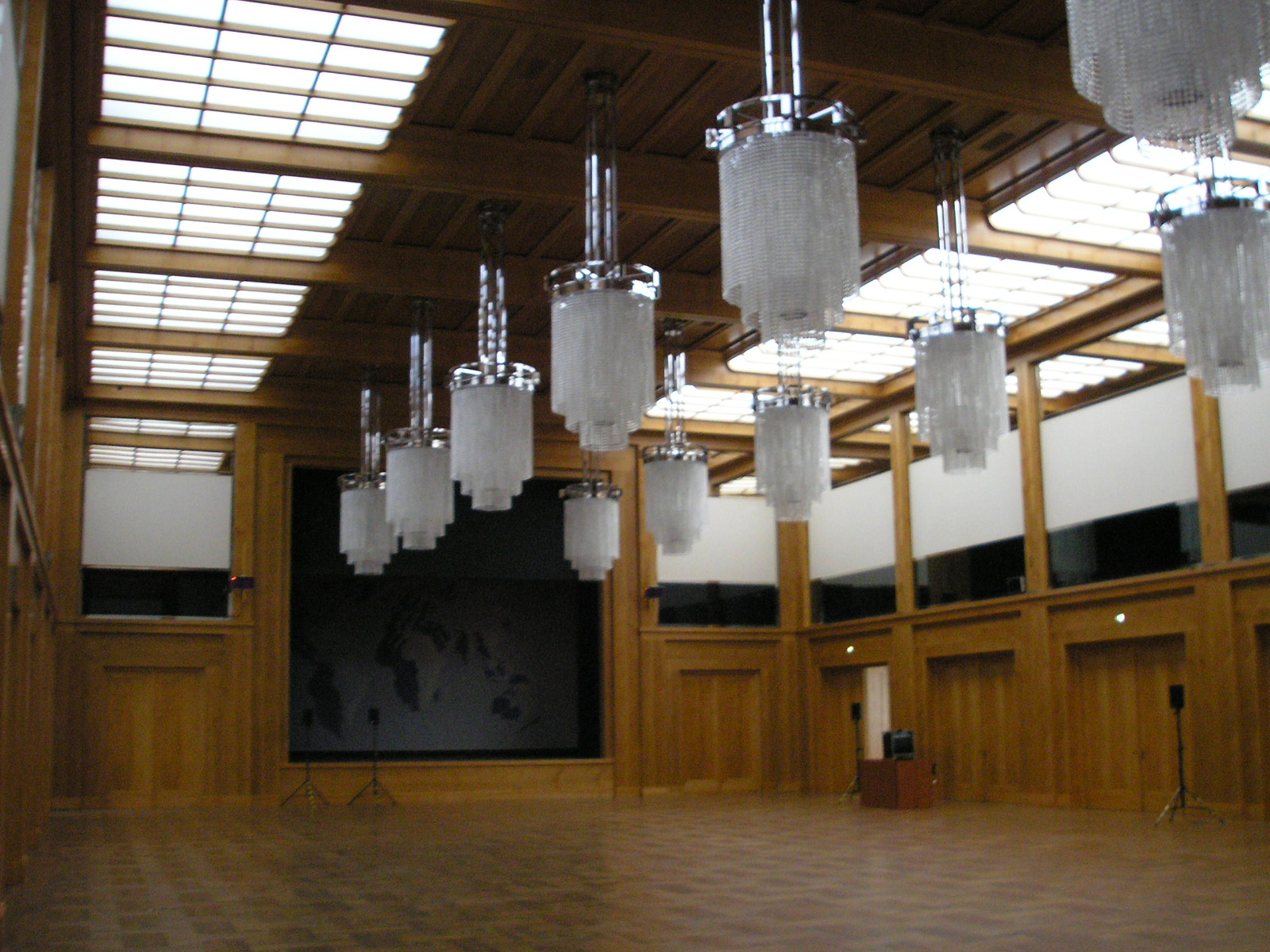
Saal der ehemaligen Hauptkasse der Reichsbank (2007)

Die nach ihm so genannten Melmer-Goldlieferungen (Barren und Münzen) an die Reichsbank beliefen sich mindestens auf einen Wert von 2,5 Mio. Dollar. Melmer soll nach Zeugen-Berichten in den Nürnberger Verfahren die Einlieferung der Wertgegenstände persönlich überwacht haben. Die hier zitierte Zahl dürfte nach der Berechnungsmethode ein Minimum darstellen, denn sie enthält nur Beträge, die sich aus den mikroverfilmten Büchern der Reichsbankbestände in den National Archives in Washington, D.C. im Jahr 1997 klar dem Melmer-Konto bei der Reichsbank anhand handschriftlicher Einträge zuordnen ließen. Andere Schätzungen gehen von bis zu 4 Mio. Dollar aus. Rechtlich relevant ist, dass es sich nicht um ein Depot der SS bei der Bank, sondern um ein laufendes Konto der Bank handelte. Danach war dieses Gold Teil des internen und internationalen Zahlungsverkehrs der Reichsbank, wobei letzterer zu einem großen Teil (über 75 %) über die Schweizerische Nationalbank abgewickelt wurde. Der SS war der Wert der Einlieferungen gutzuschreiben.
Wann und bei wem und ob konkret diese Goldbarren durch die Reichsbank in Zahlung gegeben und genommen worden sind, ist damit nicht gesagt. Dieses Raubgold stellt einen Teil der bei verschiedenen Untersuchungen (1946 und 1997) festgestellten Raubgold-Beträge des Deutschen Reichs in diesem Zeitabschnitt dar (weniger als 1 % der Einnahmen in Gold, Definition S. 2–3 und Tabelle S. 9 bei Unabhängige Expertenkommission Schweiz etc.).
Der Verbleib eines Teils des durch die SS-Wachen den Häftlingen geraubten Goldes wurde im Depot der Reichsbank in den Kaliminen bei Merkers nachgewiesen. Dort befanden sich auch große Mengen nicht eingeschmolzener Schmuckteile aus Edelmetallen. Teile des Raubguts trugen ein Etikett mit dem Namen „Melmers“. Von Merkers aus wurde nach der Einnahme des Gebiets durch die 3. US-Armee das Melmers-Gold zusammen mit anderen Reichsbank-Beständen in das Depot der Reichsbank-Filiale in Frankfurt am Main gebracht. Walther Funk, Wirtschaftsminister und Reichsbankpräsident, wurde unter anderem wegen dieser „Bankgeschäfte“ 1946 als Kriegsverbrecher verurteilt.

## Film
- Oliver Merz, Regie: Blutige Beute. Das SS-Raubgold und die verschwundenen Akten. TV-Dokumentation, Deutschland, 1998. Eric Friedler Produktion, Südwestrundfunk (SWR), Stuttgart, Baden-Baden. (Der Film geht der Frage nach, was aus dem Gold geworden ist, das den vor allem in Auschwitz ermordeten Juden beispielsweise als Zahngold oder Schmuck, ebenso wie generell Vermögen, geraubt wurde.)